# 261. komunikacijska brigada (ZDA)
261. komunikacijska brigada (izvirno angleško 261st Signal Brigade) je komunikacijska brigada Kopenske vojske Združenih držav Amerike.

## Odlikovanja
- Meritorious Unit Commendation